# Eparchie rubcovská
Eparchie Rubcovsk je eparchie ruské pravoslavné církve nacházející se v Rusku.

## Území a titul biskupa
Zahrnuje správní hranice území Rubcovského, Volčichinského, Zmeinogorského, Jegorjevského, Treťakovského, Loktěvského, Uglovského, Alejského, Kalmanského, Topčichinského, Usť-Pristanského, Usť-Kalmanského, Čaryšského, Krasnoščjokovského, Kurinského, Novičichinského, Pospelichinského a Šipunovského rajónu Altajského kraje.
Eparchiálnímu biskupovi náleží titul biskup rubcovský a alejský.

## Historie
V letech 1924-1927 nosil titul biskup rubcovský Nikita (Pribytkov), který však řídil ""tichonovské" farnosti bijské eparchie.
Dne 16. července 2013 byl rozhodnutím Svatého synodu zřízen rubcovský vikariát barnaulské eparchie.
Dne 5. května 2015 byla Svatým synodem zřízena samostatná rubcovská eparchie. Stala se součástí nově vzniklé altajské metropole.
Prvním eparchiálním biskupem se stal tehdejší biskup rubcovský a vikář barnaulské eparchie Roman (Korněv).

## Seznam biskupů

### Rubcovský vikariát bijské eparchie
- 1924–1927 Nikita (Pribytkov), svatořečený mučedník

### Rubcovský vikariát barnaulské eparchie
- 2013–2015 Roman (Korněv)

### Rubcovská eparchie
- od 2015 Roman (Korněv)